# 辛坊治郎 Sunday Kiss
『辛坊治郎 Sunday Kiss ぷらす』（しんぼうじろう サンデー キス ぷらす）とは、Kiss FM KOBEで2019年5月12日から2021年10月31日放送していた情報バラエティ番組。

## 番組概要
Kiss FMは、2019年5月から同枠で放送している『ミラーボール』（サウンドクルー：ターザン山下）を水曜の放送枠に移動させ、ニュースキャスターである辛坊を起用した、情報バラエティ番組を新たに番組開始することとなった。
当該番組立上げの事の発端は、代理パーソナリティを務めた結城と同局代表取締役社長である横山剛が、結城の元後輩で当該番組にゲスト出演経験がある、元読売テレビアナウンサー・プロデューサーで京都産業大学現代社会学部現代社会学科教授の脇浜紀子に神戸市役所の動画発信がイケてないことに対しての改善の相談について呼ばれ、宴席でざっくばらんに今後のアイディアを出しつつ、悪口を言っていた際に結城が横山に対して「ラジオをやりたい」と主張し、横山は「一緒にやりましょう」と返答し、最初のアイディアが結城と横山での番組を企画したのが流れである。
当時、結城が当該番組の構成作家で横山の大学の後輩でもある鍋谷から、辛坊がラジオ番組を持ちたい意向を開陳され、その場で横山に加電して辛坊の意向を示し、横山は2つ返事で了承した。その際に辛坊が出した条件は、過去のラジオ番組を担当した時に経験が無かったことから「結構キレイな女の子と番組をやりたい」と希望を出したため、共演者に2017年3月に石川テレビを退職し、大阪に戻って来た薄田を結城が推薦し、地元出身である加納を辛坊＆鍋谷が推薦して起用した。結城はチャーリーズ・エンジェルをイメージしたとしており、彼女達向けの番組のコーナー名もそれを意識してネーミングしている。また、薄田はラテ兼営局でない石川テレビ退職後、初めてのメインのラジオ番組を担当する。
番組構成については、当該番組も辛坊がラジオパーソナリティを務める他局のラジオ番組と同じく、ニュース解説がメインの構成となるが、「サザエさん症候群（ブルーマンデー症候群）といわれる日曜の夕方に爽やかな声を届けることで、ブルーな気持ちを取っ払おう」というコンセプトであるため、OPテーマは結城が好きな『HAWAII FIVE-0』をチョイスしており、FMラジオ局の番組ということもあり、同業他局の番組と差別化を図って楽曲を多く流す構成を敷いている。また、ゲストの構成も辛坊の古巣である読売テレビの現役社員を含めて登場するケースがある。
当該番組は辛坊が出演する他局のラジオ番組と違い、生放送の形式を採用せずに基本的には他局である『週刊ニュース解説 辛坊治郎のズバリ&どうよ!』（ABCラジオ）の放送終了後、大阪市福島区の同局からKiss FMが所在するメリケンパークに移動し、番組収録を行っていた。また、番組の収録も企業や役所とのタイアップでロケ先で収録するケースもある。
番組構成が他局のラジオ番組よりも自由度があるため、画面映えする薄田と加納の姿を出さないことが勿体ないと思ったためとしているが、元来鍋谷がラジオに動画の融合した番組をやりたい意向を持っており、横山も業界内勉強会での動画配信事例から音声コンテンツと動画の事例等を勉強していたこともあり、当該番組初回放送収録時に許可を出し、鍋谷のスマートフォンで2人の姿のみ定点カメラとして撮影し、当該番組の副産物として辛坊のYouTubeチャンネル「辛坊の旅」にて、番組前、後半に分けてアップロードしている。副産物として始めた結果、辛坊の他局の一部番組と同様に、在外日本人のリスナーからのリスナーメッセージが多く、ソマリア沖海賊の対策部隊派遣任務でジブチ共和国に駐在する当時：海上自衛隊に所属していたR.N.「ジブチにいる象」と称する当時の自衛隊員が、同番組のリスナーとして番組に直々メールして来てジブチ現地報告をしていた結果、番組内で辛坊が「ジブチに慰問に行こう!」とネタで発言に対してのリアクションメールにて「友人知人の来訪なら当時は通常の手続を取れば入門可能」と返信したことで、以後当該番組の制作側との連絡を取り合うようになり、結果、辛坊が過去に読売テレビ会社員時代から出演し続けていた『ウェークアップ!ぷらす』のスタッフ、当該番組の出演者、スタッフ含め取材として現地入りし、リポートを行った。以後、当該番組では在外日本人リスナーを”サンキス海外特派員”として当該番組で扱ったニュースに対して海外事情の報告を大々的に募る方向にした。
2021年4月4日放送分から、辛坊の個人的行事参加に伴う、番組出演休止により『Sunday Kiss ぷらす』として、本来番組パーソナリティを務める予定であった結城と鍋谷が担当するが、時間尺は1時間縮減した。その後、辛坊の個人的行事が終了し、帰還することを待ち続ける扱いとしていたが、航海の中での死生観が変化したこともあり、当該番組に戻らないことを選択したため、改編期をちょっと過ぎた同年10月31日放送分にて終了することを発表。最終回にはゲスト扱いで辛坊も出演し、単発で番組復活することを醸し出して番組は終了。当該番組放送枠の後番組については、時間短縮時の編成と同様に同局が加盟しているJFNのラインネット番組が編成された。

## 出演者

### 番組終了時点

#### サウンドクルー（パーソナリティ）
- 薄田ジュリア（フリーアナウンサー、元石川テレビアナウンサー）
- 加納永美子（ファッションモデル、タレント）

#### 情報アンカー
- 鍋谷直輝（ジェットプロダクション代表取締役）※構成作家兼任 - 2020年10月18日[注 6]、2021年4月4日 - 10月31日

### 過去

#### サウンドクルー（パーソナリティ）
- 辛坊治郎（ニュースキャスター、元読売テレビアナウンサー・報道局局長待遇解説委員長、大阪綜合研究所代表） - 2019年5月12日 - 2021年3月28日、5月9日[注 7]、6月20日、10月31日

#### その他出演者

##### 代理パーソナリティ
- 結城豊弘（読売テレビ報道局兼制作局部長待遇チーフプロデューサー、元アナウンサー） - 2019年7月7日、12月8日、2020年10月18日、2021年3月28日 - 4月11日、4月25日 - 6月27日※辛坊の夏季休暇取得及び個人的イベント参加に伴い
- 弘松優衣（フリーアナウンサー、元石川テレビアナウンサー）※薄田の夏季休暇取得に伴い。薄田と石川テレビの同期 - 2019年9月8日

## 放送時間

### 番組終了時点
- 日曜 18:00 - 18:55 - 2021年4月4日 - 10月31日

### 過去
KIss FMでは日曜 19:00のゴールデンタイムに加盟しているJFN系列のネット若しくは独自編成で特別番組が編成される場合は
18:55迄の「短縮版」として編成される。
- 日曜 18:00 - 19:55 - 2019年5月12日 - 2021年3月28日

## タイムテーブル
※ここでは通常版を前提に記載する
| タイムテーブル | タイムテーブル                    | タイムテーブル |
| 時刻           | 内容                              | 備考 |
| -------------- | --------------------------------- | --- |
| 18:00.00       | オープニング                      | 挨拶後、OPトーク |
| 18:15.00       | Jiro's News Pick Up! 前半         | 辛坊が放送週に起きたニュースをチョイスして解説する。しかし、ニュース選定で薄田が『報道ランナー』(関西テレビ)にて、サブキャスター（アシスタント）を担当していることもあり、薄田が気になるニュースをチョイスして質問する場合もある |
| 18:40.00       | Julia's、Emiko's EYE              | 薄田と加納が週替りで最新トレンドを紹介する。 |
| 18:55.00       | 天気予報                          | |
| 18:57.00       | K-BREAK-今週のJiro's Select       | 2019年12月1日放送分から、「今週のJiro's Select」のサブタイトルが付与された |
| 19:00.00       | 19時台オープニング&ゲストコーナー | 週替わりゲストがゲストの専門性に関する話題でトークする |
| 19:40.00       | Jiro's News Pick Up! 後半         | 辛坊がフリートーク形式でニュースの解説を行う |
| 19:52.30       | エンディング                      | |